# Harmandia mekongensis
Harmandia mekongensis är en tvåhjärtbladig växtart som beskrevs av Henri Ernest Baillon. Harmandia mekongensis ingår i släktet Harmandia och familjen Aptandraceae. Inga underarter finns listade i Catalogue of Life.